# Pedicia (Pedicia) issikiella
Pedicia (Pedicia) issikiella is een tweevleugelige uit de familie Pediciidae. De soort komt voor in het Palearctisch gebied.